# F-05G
ARROWS ケータイ F-05G（アローズ ケータイ エフ ゼロゴー ジー）は、富士通が開発した、NTTドコモの第三世代携帯電話（FOMA）端末、ドコモ ケータイ（spモードケータイ）の一つである。

## 概要
本端末は富士通初のAndroidフィーチャーフォンの機種である（いわゆるガラホ）。
バッテリー容量を1,700mAhの大容量としたことと、「ヒューマンセントリックテクノロジー」の採用による省電力設計により、連続待受時間約930時間、連続通話時間約520分の電池持ちを実現している。また、IPX5/IPX8等級相当の防水性能とIP5X等級相当の防塵性能があり、さらに、防水性能についてはメーカー独自の試験基準に基づき、浴室などの高湿度条件下での利用も確認済みである。
また、らくらくホンシリーズや他のarrowsのシリーズ端末同様に聞き取りやすさを重点に置いた通話機能等を備えており、音域ごとに相手の聞こえにくい声を強調・補正するとともに、「こもり音」や「キンキン音」を整える「スーパーはっきりボイス4」、相手の話す声のスピードを落とし、会話中の無音区間を調整する「ゆっくりボイス」、あらかじめ年齢を設定することで高音部を調整する「あわせるボイス2」を搭載。さらに、最も大きな音を出せる周波数を強調して着信音をしっかり伝える「でか着信音」や、高性能スピーカーを搭載することでF-07Fよりも受話音量を拡大した「でか音声」も搭載する。
ディスプレイには、また、日差しの強い屋外でも見やすくするために画面の輝度を最大値に高める「最大輝度モード」や、特に色覚特性が変化しやすいといわれている青色をユーザーの年齢に合わせて識別しやすい配色に調整する「あわせるビュー」も搭載する。文字もメールやメモ、電話帳などでサイズを大きくすることが可能なほか、濁点・半濁点には空間を広く取ってつぶれにくくし、文字の離れた部分を明確にすることで「さ」や「き」など、かたちが似た文字の判別をしやすくする「UD新丸ゴシック」を採用した。
カメラ機能は広角レンズを採用。より直感的な操作を可能にするため、設定画面をアイコン一覧化し、設定画面下部には合わせたアイコンに応じて設定内容に関するひと言説明を添えている。ブラウザ機能はスマートフォン向けサイトの閲覧が可能で、Twitter・Facebook・乗換案内NEXT・tenki.jpなど、使用されることが多いと想定されるサイトはあらかじめブックマーク登録されているほか、残しておきたい画面の保存用にスクリーンショットも搭載する。コミュニケーションアプリLINEはプリインストール済みで購入後すぐに利用できるほか、使用頻度が多いスタンプや送信はソフトキーに割り当てられており、使い勝手にも配慮されている。これらの機能のうち、使用頻度が高い機能はワンタッチで呼び出すことができる「お気に入り機能ボタン」を搭載しており、3つのボタンと短押し/長押しの切り換えにより6つを登録することができる。呼び出す機能は購入時にあらかじめプリセット設定されているが、ユーザーの利用状況に応じて呼び出す機能の入れ替えが可能である。
なお、本機種はGPSやおサイフケータイ、フルセグ（ワンセグの視聴のみ可）は非搭載である。

## 歴史
- 2015年5月13日 - NTTドコモより発表。事前予約開始。
- 2015年6月19日 - 発売開始。